# Discovery Science (Canadá)
Discovery Science es un canal especializado canadiense en inglés propiedad de CTV Specialty Television Inc. (una empresa conjunta entre Bell Media y ESPN Inc.) en asociación con Discovery, Inc. que transmite programación relacionada con la ciencia.

## Historia
Discovery Science obtuvo la licencia de la Comisión canadiense de radiodifusión y telecomunicaciones (CRTC) el 14 de diciembre de 2000 como Discovery Civilization Channel Canada de Discovery Inc. La solicitud fue concedida a CTV Inc., y luego fue transferida a su subsidiaria, CTV Specialty Television Inc., en la que ESPN posee una participación del 20%. El canal se describió originalmente en documentos reglamentarios como "un servicio nacional de televisión especializado en inglés de categoría 2 dedicado a acercar a los espectadores canadienses las diversas personas y culturas del mundo. El servicio se dedicará a explorar y comprender las raíces del desarrollo humano y aprender de otras culturas y tradiciones".
El canal se lanzó el 15 de agosto de 2001 como Discovery Civilization Channel, con programación dedicada a la civilización y la historia humanas. El canal estaba destinado a ser una versión canadiense de un canal estadounidense del mismo nombre, que luego fue reformateado y rebautizado como Discovery Times, y más tarde se convirtió en Investigation Discovery.
El 4 de junio de 2010 CTVglobemedia anunció que Discovery Civilization Channel cambiaría su nombre a Discovery Science el 27 de septiembre de 2010, centrándose en la programación relacionada con la ciencia.

## Alimentación HD
El 17 de junio de 2011, Bell Media anunció que lanzaría Discovery Science HD, una transmisión simultánea de alta definición (HD) de la señal de definición estándar, a fines de 2011. El canal se lanzó el 15 de diciembre de 2011 en Bell Fibe. TV y el 11 de septiembre de 2012 en Telus Optik TV. Shaw Direct comenzó a usarlo el 8 de agosto de 2018.

## Distribución internacional
- Bahamas: Distribuida por Cable Bahamas.[4]
- Brasil: Distribuida por NET.[5]
- Chile: Distribuida por VTR Digital Cable.[6]
- Jamaica: Distribuida por Flow Cable.[7]
- Trinidad y Tobago: Distribuida por Flow Cable.[8]